# Short Time Constant

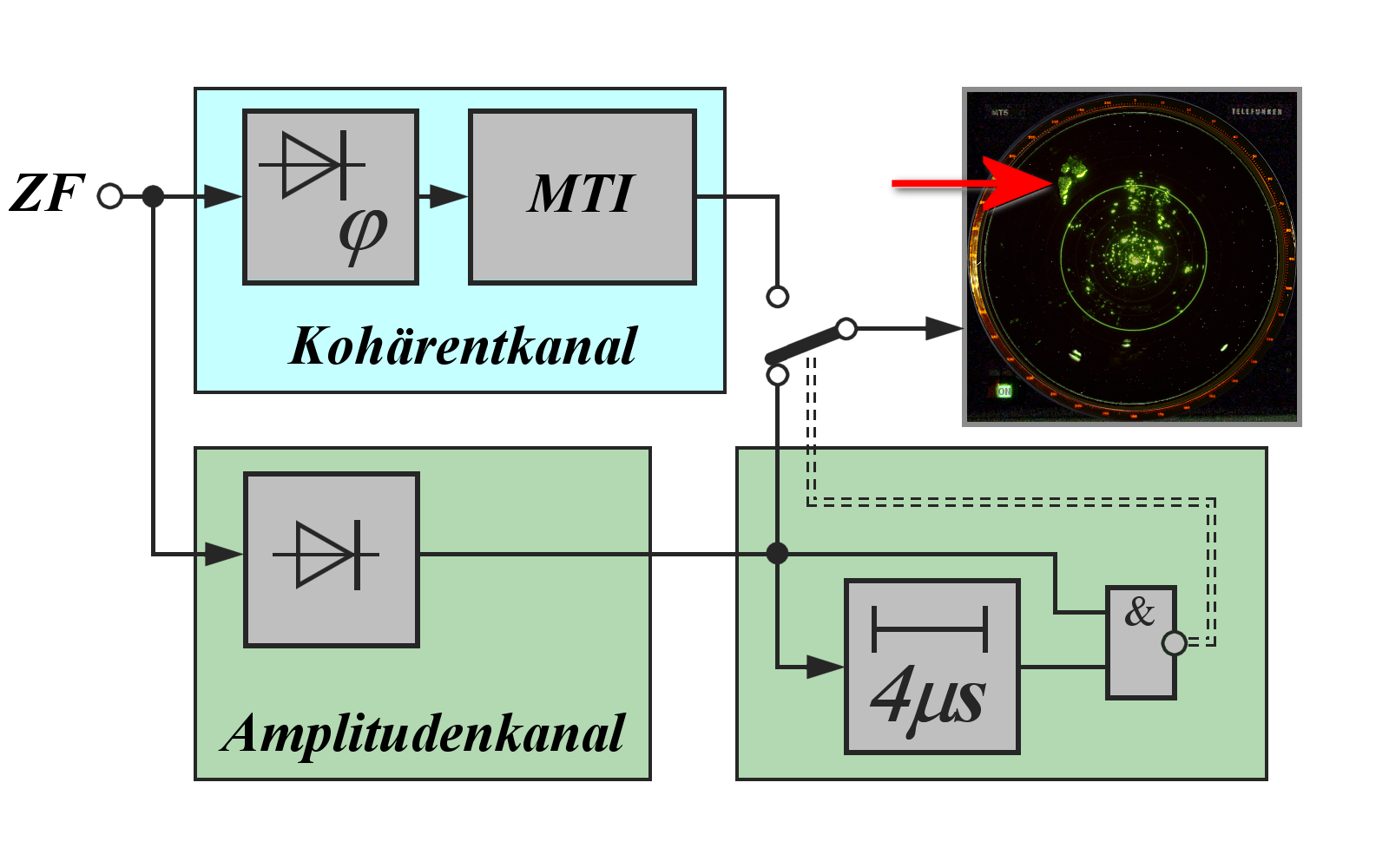
Prinzipschaltbild einer Rainreject-Schaltung: Der rote Pfeil zeigt auf ein Niederschlagsgebiet: dessen Vorderkante ist wegen der Reaktionszeit der Schaltung sehr hell zu sehen, der Rest des Niederschlagsgebietes wird mit der Moving-Target-Indication (Bewegtzielerkennung, MTI) unterdrückt.

Short Time Constant (STC) ist in einem analogen Radargerät eine Baugruppe zur Unterdrückung von Störsignalen, insbesondere Störungen von Wettererscheinungen. Diese Funktion wird in manchen amerikanischen Publikationen auch „Fast Time Constant“ (FTC) oder „Rainreject“ genannt. In russischen Radargeräten hieß diese Schaltung Automatischer Bandimpuls (автоматический строб). Die Baugruppe vergleicht die Länge des Echoimpulses mit der Länge des gesendeten Impulses.

## Arbeitsweise
Wenn das Radargerät eine Sendeimpulsdauer von zum Beispiel 1 µs hat, dann kann erwartet werden, dass die Echos von Objekten mit geometrisch begrenzter Ausdehnung, also auch von Flugzeugen, ebenfalls etwa 1 µs lang sind. Selbst wenn mehrere Flugzeuge im dichten Verband fliegen, ist die Summe der Längen der Echos dann von mehr als 10 µs eher unwahrscheinlich. Es kann davon ausgegangen werden, dass es sich bei Echos von einer mehrfachen Impulsdauer des Sendeimpulses um eine Störung handelt. Diese Störungsart tritt meist auf, wenn starke Regengebiete ein Gebiet diffuser Reflexion erzeugen. Auf dem Sichtgerät würde ein ausgedehnter heller Fleck entstehen, der die Regenwolke darstellt. Flugzeuge innerhalb der Regenwolke würden nicht dargestellt werden.
In dieser im Bild gezeigten STC-Schaltung wird beispielsweise geprüft, ob das Echosignal länger als 4 µs ist. Wenn ja, dann wird auf den Kohärent-Kanal umgeschaltet, welcher mit Hilfe der Dopplerfrequenz die Störung unterdrückt. Im Kohärentkanal wird von Impuls zu Impuls die Phase gemessen. Echosignale mit gleichbleibender Phasenlage werden unterdrückt, Echosignale mit sich schnell ändernder Phasenlage werden verstärkt. Flugzeuge innerhalb einer Regenwolke werden jetzt also wieder auf dem Sichtgerät dargestellt, da sie sich viel schneller bewegen als die Wolke.